# ヴァンパイア・ダイアリーズ
『ヴァンパイア・ダイアリーズ』（原題：The Vampire Diaries）は、アメリカ合衆国のテレビドラマ。L.J.スミスの同名小説シリーズを原作とするティーン恋愛ホラー・ドラマである。
The CW系列にて、2009年9月10日に放送が開始された。2012年5月10日に第3シーズンが終了。同10月11日から2013年5月16日まで第4シーズンが放送された。第5シーズンが同秋より放送開始された。2016年10月21日からファイナルシーズンとなる第8シーズン(全16エピソード)の放映が開始され、2017年3月10日に完結した。
また、本作のオリジナル・ヴァンパイアたちを主人公とするスピンオフ番組『オリジナルズ』が、2013年秋よりThe CW系列で放送開始で、本作の第4シーズン第20話「The Originals」（2013年4月25日放送）が同パイロット版の役割を果たしている。
日本では、2012年2月5日からスーパー!ドラマTVで放映開始。

## 概要
舞台は、バージニア州ミスティック・フォールズという架空の町。ヴァンパイア（吸血鬼）にまつわる様々な事件や、ティーンの恋愛・友情、家族の絆などを描く。ヴァンパイアの他、魔女、人狼、幽霊も登場する。
製作総指揮は、劇場映画『スクリーム』『ラストサマー』の脚本およびテレビドラマ『ドーソンズ・クリーク』の製作総指揮で知られるケヴィン・ウィリアムソン。
第1話は、The CW系列のシリーズ・プレミアとしては史上最高となる約491万人が視聴した。
第1話（パイロット版）はカナダのバンクーバーで撮影されたが、その後はジョージア州アトランタ地域で撮影されている。エレナの家として使用されている建物は同州コヴィントン市の郊外にある。
第4シーズンは、主人公エレナたちの高校最後の年にあたる。

## 諸設定

### ヴァンパイア

#### ヴァンパイアの系図
- 約1000年前、オリジナル・ヴァンパイアの一家が誕生した（#オリジナル・ヴァンパイアを参照）。
- 現存する全てのヴァンパイアは、オリジナル・ヴァンパイアの血を（遺伝ではなく吸血によって）受け継いでいる。

#### ヴァンパイアの特色
- ヴァンパイア化した時点から不老になり、基本的に不死になるが、特殊な方法で殺すことは可能。
- 人間離れした聴覚、嗅覚、腕力、移動速度などを有する[9]。
- 自分の意志で、感情をオフにすることができる。
- 体温が人間よりも低い。
- 性行為は可能だが、子を成すことはできない。
- 人間をマインド・コントロールしたり[9]、記憶を消すことができる。
- オリジナル・ヴァンパイアは普通のヴァンパイアをマインド・コントロールすることができる。
- 少量の血を与えることによって、人間の怪我を治したり、蘇生したりできる。
- 人間の血を飲むヴァンパイアの方が、動物の血を飲むヴァンパイアよりも強い[9]。
- 杭を打ち込まれるなどして殺されても、身体が残っている限り完全な死ではなく、数百年でも眠っていられる。
- 伝説とは異なり、鏡にも写る[9]。

#### ヴァンパイアの弱点
- 直射日光に当たると死ぬ[9]。ただし、特殊な魔法がかかったアクセサリー（ラピスラズリの石付き）を身に着けることにより、日中でも外出が可能[9]。
- 木の杭を心臓に突き立てられると死ぬ[9]。木製の弾丸を身体に撃ち込まれるだけでも行動力が大幅に鈍る。ただし、オリジナル・ヴァンパイアに対しては、特定の樹木から作られた杭または特定の短剣でないと効き目がない。
- 人狼に噛まれると苦しんで死ぬ。ただし、クラウスの血を飲めば死なずにすむ。
- 心臓を抜き取られると死ぬ。
- バーベナという、人間にとっては無毒のハーブが混入した液体（血液を含む）を飲まされたり注射されたりすると、力が弱まる[9]。
- 初訪問の家では、家主もしくは住人に招かれないと中に入ることができない[9]。家主の名義が変更になった場合も、あらためて招待されないと入れない。ただし、住人をドアの外からマインド・コントロールして招待させることは可能。
- 魔法によって結界が張られている場所（洞窟など）には、魔法が解かれない限り入れない。
- ギルバート家に伝わる羅針盤によって位置を知られてしまう[9]。
- 伝説とは異なり、ニンニク、聖水、十字架は何の効果もない[9]。
- ヴァンパイア化した血統の源流のオリジナル・ヴァンパイアが死ねば、その血統のヴァンパイアはすべて滅びる。

#### ヴァンパイア化の過程
普通の人間は、以下の過程を経てヴァンパイア化する。
1. ヴァンパイアの血を吸う。
2. ヴァンパイアの血が体内に残っている間に死ぬ。
3. 蘇生。
4. 人間の血を吸う。

以上、全てのステップを経なければヴァンパイア化はしない。4番目のステップを一定時間内に行わないと、自らが死ぬことになるが、自分の意志に反してヴァンパイア化させられそうになった者にとっては最後の逃げ道である。

### 人狼

#### 人狼の特色
- 満月の夜になると狼に変身する。
- 人狼の血を受け継ぐ者は気性が荒い。
- 人狼の血を受け継ぐだけでは、狼に変身することはない。
- たとえ事故であっても、人を殺すことによって変身能力が発動する。
- 変身は自分の意志とは関係なく起こり、文字通り全身の骨が折れる激痛が伴う。
- 狼の姿でいる間は、人間離れした腕力や脚力を発揮する。

#### 人狼の弱点
- 狼の姿でいる間は、自己制御ができず、無差別殺人を行う。
- 狼の姿でいる間は、記憶が残らない。
- 心臓を抜き取られると死ぬ。
- トリカブト（植物）。触れるだけで皮膚が焼け爛れる。

### 魔女

#### 魔女の特色
- さまざまな魔法が使え、鍛錬によって能力を伸ばすことも可能。
- 過去に死んだ魔女たちの霊に導かれたり、その助けを借りてさらに大きな魔力を発揮することができる。
- 生きている魔女同士が協力して、力を増幅することも可能。

#### ベネット血統
最古の魔女ケツィアを祖先とする魔女の血統。エミリー・ベネットが本作品に登場する一番古いベネット姓。一族は元々、マサチューセッツ州セーラムに住んでいたが、魔女裁判が始まり、1692年にミスティック・フォールズに逃れ、移り住んだ。

### ハイブリッド
- 本作におけるハイブリッドは、特に断りのない場合、ヴァンパイアと人狼のそれを指す（第3シーズン終了時現在）。
- クラウスが最初のハイブリッド（#オリジナル・ヴァンパイアを参照）で、その血を与えられた人狼がハイブリッドになる。
- 普通の人間がクラウスに血を与えられた場合、ヴァンパイアにはなるがハイブリッドにはならない。
- 人狼にクラウスの血を与えられて死に、普通の人間の血だと中毒症状がおき暴走するが、ドッペルゲンガ―の血を与えられるとハイブリッドになれる。
- 月の影響を受けないようになり、自分の意思で自由に狼に変身できるようになる。
- ハイブリッドは、精神的な呪縛により、自分をハイブリッドにした者に逆らえない（マインドコントロールとは異なる）。サイヤと呼称。しかし、鍛錬によって呪縛から逃れることも可能。

### ドッペルゲンガー
本作の場合、本来の「ドッペルゲンガー」とは用法が異なる。
約1000年前、まだ人間だった頃のイライジャとクラウス（#オリジナル・ヴァンパイアを参照）がタティア・ペトロヴァ（Tatia Petrova）という女性に同時に恋をした。その後、彼らがオリジナル・ヴァンパイアになる儀式および、ムーンストーンの呪いの儀式（#ムーンストーンの呪いを参照）において、タティアの血が使用された。
タティアはクラウスたちと出会う前、すでに子供を産んでいたが、その家系では時折、彼女と瓜二つの娘が生まれることがあり、ペトロヴァ・ドッペルゲンガー、あるいは単にドッペルゲンガーと呼ばれる。ドッペルゲンガーの血は、ムーンストーンの呪いを解くために必要であることから、クラウスに狙われる。
約500年前、タティアの子孫のカトリーナ・ペトロヴァことキャサリン・ピアースがイギリスでクラウスらと出会い、ムーンストーンの呪いを解くために利用されかけた。ドッペルゲンガーは人間でなければ無意味なため、キャサリンはヴァンパイアになることによってドッペルゲンガーとしての運命を回避した。しかし、その行為によってクラウスの怒りを買い、数百年にわたる逃避行を続けることになった。
キャサリンもやはり、クラウスたちと出会う前に出産していたが、その子孫がエレナ・ギルバートである。エレナもドッペルゲンガーとして、クラウスに狙われる。
実はドッペルゲンガーの血は、ムーンストーンの呪いを解くためだけでなく、ハイブリッドを作るのにも不可欠である。クラウスは、ヴァンパイアやオリジナル・ヴァンパイアの中でも孤立していることから、自分の真の仲間となるべきハイブリッド軍を作ろうとしており、そのためにはエレナの血の供給が続かなければならず、つまり彼女を生かしておく必要がある。

### 向こう側
魔女ケツィアが作った特殊な次元。煉獄の次元とも呼ばれる。超自然的存在の者は死ぬと、その霊魂はこの次元に送られる。現世に存在するが、魔法の壁で隔てられており、魔法で壁を無くすと超自然的存在の者が実体を伴い復活する。

### 特殊アイテム
- バーベナ

ヴァンパイアが苦手とするハーブ。これが敷き詰められた部屋に閉じ込められたり、そのエキスが混入された液体を飲んだりしたヴァンパイアは、力が弱まる。人間の中には、ヴァンパイアから身を護る手段としてバーベナ・ティーを常飲する者もいる（バーベナのエキスが血液中に混ざるため）。一方、ヴァンパイアの中には、毎日少量のバーベナを摂取することによって耐性をつけている者もいる。
- バーベナのネックレス

エレナが身に着けており、ヴァンパイアによるマインドコントロールを防止する力がある。元々、魔女のエスター（#オリジナル・ヴァンパイアを参照）が約1000年前に別の魔女からもらったものを娘レベッカにお守りとして与えた。1920年代、レベッカとクラウスがマイケルから逃れた際に紛失したが、実はステファンが密かに拾って持っていた。現代になり、ステファンはバーベナをロケット部分へ入れ、エレナに贈った。強い魔力が込められている為、破壊できない、または復活する。
- グリモワール

エミリーの魔法の書。
- ムーンストーン

ヴァンパイアと人狼にかけられた呪いを解く力があるとされる石。
- 木の杭

ヴァンパイアの心臓に突き立てて殺すことが可能。ただし、普通の木の杭は、オリジナル・ヴァンパイアに対しては無力。
- 木製の弾丸

通常の銃弾はヴァンパイアには全く効かないが、木製の弾丸を撃ち込むことによって行動力を鈍らすことが可能。
- ホワイトオークの杭

オリジナル・ヴァンパイアを殺すことができる唯一の武器。これを心臓に突き立てられたオリジナル・ヴァンパイアは、数分のうちに燃え尽きて灰になる。
- ホワイトオークの灰をなじませた短剣

ホワイトオークを灰にし、液体と混ぜて魔女が作った短剣になじませて作ったもの。これを心臓に突き立てられたオリジナル・ヴァンパイアは、抜かれるまで仮死状態が続く。
使用出来るのは人間のみ、ヴァンパイアが使うと死ぬ。
- 日光から身を守る指輪

普通の指輪に特殊な呪文をかけて作ったもの。呪文を操れる魔女がいれば何個でも作れる。これをはめているヴァンパイアは、直射日光からのダメージを受けない。その他にもキャサリンのブレスレットやイザベルのペンダントのように必ずしも指輪だけではない。全てラピスラズリの石付きのアクセサリーに呪文がかけられている。
- 蘇生の指輪

ギルバート家に伝わる指輪で、2個しか存在しない。ジョンは父から受け継いだ指輪をイザベルに渡し、兄の死後、受け継いだ指輪をジェレミーに譲った。これをはめている時は、超自然的存在（ヴァンパイア、人狼、ドッペルゲンガー等）の力により殺害されても、しばらくして蘇生する。ただし、蘇生を繰り返すうちに、人格などが影響を受けるという副作用がある。指輪をはめている者が超自然的存在である場合は、蘇生の力は発動せず、死んでも蘇生しない。
- キュア

ヴァンパイアを人間に戻す治療法。液状の薬で、あるのは１人分のみ（4シーズン終了時点）

### ムーンストーンの呪い
ムーンストーンを使った呪いによって、太陽がヴァンパイアの弱点になり、月が人狼の弱点になったが、再びムーンストーンを使って両者の呪いを同時に解くことができるとされていた。
しかし、それはクラウスが流布したデマで、実際には「オリジナル・ウィッチ」ことエスター（#オリジナル・ヴァンパイアを参照）が、クラウスの人狼としての能力を抑制するためにかけたものだった。
呪いを解くために必要なもの：
- ムーンストーン
- 魔女による呪文
- 人狼の生贄
- ヴァンパイアの生贄
- ペトロヴァ系のドッペルゲンガーの血
- ドッペルゲンガーが生まれた場所で儀式を行うこと

### ザ・ファイヴ
西暦1110年に魔女（ケツィアの子孫）の魔法により5人の人間が炎と魔女の命で結ばれ誕生したヴァンパイア・ハンターの一団。
超自然的な力を持ち、その体にはサイラスとキュアが埋まっている場所の地図（タトゥー）が刻まれている。初代のザ・ファイヴは1114年にイタリアでクラウスによって全員殺された。
ハンターの特徴
- ヴァンパイアの暗示が効かない。
- ハンターの証としてタトゥーが体に浮き上がる。タトゥーはハンターか、その候補者でなければ見えない。ヴァンパイアを殺すごとにタトゥーの範囲が広がっていく。
- ハンターは常に5人存在する。
- ヴァンパイアに殺されると、そのヴァンパイアに幽霊として付きまとい、精神的に追い詰め、自殺へと誘う。（ハンターの呪い）その呪いは新ハンターが覚醒（ポテンシャルズ）するまで続く。
- ハンターが死ぬと次のハンター候補者に力が受け継がれる。タトゥーも。力が覚醒するにはヴァンパイアを殺す必要がある。
- ハンターとして覚醒したものは筋力が上昇し、怪力になる。
- 覚醒したてのハンターは無意識に身体が動き、ヴァンパイアへの殺意が本能になるまで潜在意識が働く。

## 登場人物

### 初期の主要登場人物
ここでは、第1シーズン開始時点でのレギュラー・キャラクターについて解説する。
エレナ・ギルバート（Elena Gilbert）
演：ニーナ・ドブレフ / 日本語吹替え：木下紗華
主人公の高校生で、タティア・ペトロヴァのドッペルゲンガー（#ドッペルゲンガーを参照）。美人で人気者のチアリーダー。交通事故で両親を亡くし、弟ジェレミーとともに叔母のジェナに引き取られた。笑顔の下に隠した悲しみを、日記をつづることで癒そうとしている。ある日、ミステリアスな雰囲気の転入生ステファンと出会い、お互いに惹かれ合い恋に落ちる。当初はデイモンを嫌っていたが、やがて惹かれるようになる。
ステファン・サルバトーレ（Stefan Salvatore）
演：ポール・ウェズレイ / 日本語吹替え：加瀬康之
ミステリアスな転校生。ミスティック・フォールズの入植者、サルバトーレ家の末裔という触れ込みだが、実は160歳を越えるヴァンパイアで、以前にミスティック・フォールズに住んでいたサルバトーレ兄弟の1人。兄のデイモンより残酷な殺人鬼だった時代もあるが、本作開始時点では人間を襲うことはなく、動物の血を糧としていた。エレナと両親が乗る車が橋から落ちた際、溺死寸前のエレナの命を救った。その後、デイモンの命と引き換えにクラウス（#オリジナル・ヴァンパイアを参照）に従うようになり、再び殺人鬼と化した。
デイモン・サルバトーレ（Damon Salvatore）
演：イアン・サマーホルダー / 日本語吹替え：桐本琢也
ステファンの兄。1860年代に、キャサリンをめぐってステファンと三角関係にあり、兄弟揃ってヴァンパイア化された。しばらく姿を消していたが、15年ぶりにステファンの前に姿を現した。普通の人間のふりをしてヴァンパイア狩りに参加する一方で、キャロラインやビッキーらの血を吸っていた。感情をオフにしていて、人間の血を吸ったり殺したりすることに躊躇しなかったが、エレナと関わるようになってから、次第にソフトな面を見せるようになる。実は、ステファンよりも先にエレナに出会っていたが、自分の存在をまだミスティック・フォールズの住民たちに知られたくなかったため、エレナの記憶を消していた。
キャロライン・フォーブス（Caroline Forbes）
演：キャンディス・アッコラ / 日本語吹替え：坂井恭子
エレナの同級生で、ミス・ミスティック・フォールズ。保安官の娘でもある。当初はエレナに対してライバル心を燃やし、ステファンの気を引こうとするが相手にされなかった。そこをデイモンにつけこまれ、新鮮な血を供給する奴隷にされる。やがて、ヴァンパイア化。また、エレナを助けるようになった。マットとしばらく付き合っていたが、自分のヴァンパイアとしての素性を明かせないことと、人狼化したタイラーへの同情が愛情に変わったことなどから、マットとは結局、別れることになった。
ボニー・ベネット（Bonnie Bennett）
演：カテリーナ・グレアム / 日本語吹替え：武田華
エレナの親友。ステファンが現れた頃から不思議な能力を発揮するようになる。そして、祖母から、自分は実は魔女の末裔だと知らされる。時折、先祖エミリーの霊がヴィジョンに現れたり、他の魔女の霊たちの導きを受けることがある。エレナには一応、協力するが、ヴァンパイア嫌いであるため、ステファンやデイモンを仲間とはみなしていない。また、キャロラインがヴァンパイア化したと知ってから避けるようになった。
ジェレミー・ギルバート（Jeremy Gilbert）
演：スティーブン・R・マックイーン / 日本語吹替え：小松史法
エレナの弟。両親の死後、酒やドラッグに手を出し、荒れた日々を送っていた。ビッキーをめぐってタイラーと争ったりもした。その後、アラリックの助けもあって、立ち直る。自らヴァンパイアになろうとしたこともあるが失敗。一度、死ぬが、ボニーの魔法により復活。しかし、その副作用で、アンナやビッキーの幽霊を見るようになる。
マット・ドノヴァン（Matt Donovan）
演：ザック・ローリグ / 日本語吹替え：奈良徹
エレナのかつてのボーイフレンド。スポーツも学業も優秀で、真面目な性格。レストランでアルバイトしている。姉ビッキーをぞんざいに扱うタイラーと、たびたび衝突。エレナへの未練からステファンに嫉妬していたが、やがて、キャロラインと交際するようになった。しかし、キャロラインの態度が煮え切らなかったことなどもあり、結局、別れることになった。
タイラー・ロックウッド（Tyler Lockwood）
演：マイケル・トレヴィーノ / 日本語吹替え：杉村憲司
マットの同級生で、市長の息子。体格が良く、気が荒い。ステファン、ジェレミー、マットと衝突する。実は、その乱暴な気性はロックウッド家に流れる人狼の血と関係がある。当初はビッキーと付き合っていた。人狼化した後、同じように自分の意志に反してヴァンパイア化したキャロラインと親しくなる。
ジェナ・ソマーズ（Jenna Sommers）
演：サラ・カニング / 日本語吹替え：よのひかり
エレナとジェレミーの叔母。両親を亡くした2人の保護者になったが、自分もまだ若く独身なため、いろいろと戸惑うことが多い。キャサリンをエレナだと思い込み、うっかり家の中に「招待」してしまった。長い間、ステファンとデイモンの正体を知らされていなかったが、結局、クラウスによってヴァンパイア騒動に巻き込まれ、命を落とすことになった。
ビッキー・ドノヴァン（Vicki Donovan）
演：ケイラ・ユーウェル / 日本語吹替え：永吉ユカ
マットの姉でタイラーのガールフレンド。タイラーから粗暴な扱いを受けたりしたため、ジェレミーとも関係を持ってしまう。その後、ヴァンパイアにされてしまい、自己制御ができなくなった結果、殺された。

### その他の登場人物
ここでは、準レギュラー・キャラクターおよび、第1シーズン途中以降のレギュラー・キャラクター（オリジナル・ヴァンパイアを除く）について解説する。
キャサリン・ピアース / カトリーナ・ペトロヴァ（Katherine Pierce / Katerina Petrova）
演：ニーナ・ドブレフ / 日本語吹替え：木下紗華
エレナと同じく、タティア・ペトロヴァのドッペルゲンガー。15世紀にブルガリアで生まれた。ティーンの時に子供（エレナの先祖）を産んだ後、イギリスに追放され、オリジナル・ヴァンパイアと出会ってヴァンパイアになった（#ドッペルゲンガーを参照）。数百年にわたる逃避行の末、ミスティック・フォールズに住むようになった。そこで出会ったステファン&デイモン兄弟と三角関係になり、やがて2人ともヴァンパイアにした。現代では、非情かつ狡猾で、エレナに成りすますこともある油断できない存在だが、あいかわらずオリジナル・ヴァンパイアを怖れている。
一人二役のニーナ・ドブレフはキャサリンを演じるにあたり、デイモン役のイアン・サマーホルダーの演技を模倣したという。
シーラ・ベネット（Sheila Bennett）
演：ジャスミン・ガイ / 日本語吹替え：
ボニーの祖母で、魔女。神秘学の大学教授。ステファンとは1969年10月に出会っていた。孫のボニーには自分が魔女であると告げていたが、彼女は自分の魔女の力が発現するまで信じていなかった。魔術の危険性及び制御する方法をボニーに教えた。ヴァンパイアの墓の封印を解いた際、魔力を大量に消耗し帰宅後に死亡した。死後は幽霊として度々、ボニーの前に現れ、彼女を助ける。
エミリー・ベネット（Emily Bennett）
演：ビアンカ・ローソン / 日本語吹替え：宗川めぐみ
ボニーの先祖で、魔女。1864年頃、キャサリンのメイドだった。その霊は現在もミスティック・フォールズに留まっており、時折、ボニーのヴィジョンに現れる。
アラリック・サルツマン（Alaric "Ric" Saltzman）
演：マシュー・デイビス / 日本語吹替え：咲野俊介
第1シーズンの途中、歴史教師としてエレナたちの高校に赴任（ビッキーと入れ替わりで登場）。ミスティック・フォールズの地方史にも詳しい。成績が芳しくなかったジェレミーに特別課題を与えるなどして、立ち直らせる。当初は妻イザベルの復讐をするため、デイモンを狙っていた。車にヴァンパイア退治の武器を常備している。死んでも蘇生できる指輪をはめている。デイモンと行動を共にすることが多く、後に彼が唯一親友と呼べる存在になった。エレナの叔母のジェナと愛し合うようになり、ジェナの死後は、エレナとジェレミーの保護者を務める。
イザベル・フレミング（Isobel Flemming）
演：ミア・カーシュナー / 日本語吹替え：永島由子
アラリックの妻だった。デイモンに血を吸われて死んだと思われていたが、実は自ら望んでヴァンパイアになっていた。キャサリンの子孫であり、エレナの実母。アラリックと出会う前、ティーンの時にエレナを産み、ギルバート家に引き取ってもらっていた。ヴァンパイア化する前、お守りとして蘇生の指輪をアラリックに渡した。
リサ・フォーブス（Elizabeth "Lisa" Forbes）
演：マルグリット・マッキンタイア / 日本語吹替え：斎藤恵理
キャロラインの母。ミスティック・フォールズの保安官で入植者委員。ヴァンパイア狩りも行っており、デイモンの正体を知らずに仲間に入れる。しばらくの間、キャロラインがヴァンパイア化したことを知らずにいた。
リチャード・ロックウッド（Richard Lockwood）
演：ロバート・プラルゴ / 日本語吹替え：
タイラーの父。ミスティック・フォールズの市長。息子のタイラーとの仲は険悪。ヴァンパイア狩りの際に死亡。
キャロル・ロックウッド（Carol Lockwood）
演：スーザン・ウォルターズ / 日本語吹替え：唐沢潤
タイラーの母。リチャードの死後、ミスティック・フォールズの市長になる。入植者委員として、保安官らのヴァンパイア狩りを支持していたが...。
ジョン・ギルバート（Jonathan "John" Gilbert）
演：デイヴィッド・アンダース / 日本語吹替え：青山穣
エレナの養父グレイソンの弟。エレナの出産にも立ち会っていた。エレナにとっては叔父のはずだったが...。蘇生の指輪を甥のジェレミーに託した。
アンナ（Anna）
演：マリース・ジョー / 日本語吹替え：白石涼子
パールが人間だった頃に生んだ娘。本名アナベル。500年以上前に母と同時期にヴァンパイア化。19世紀、母及びキャサリンらと行動を共にしており、ステファンやデイモンともその頃知り合った。1864年のヴァンパイア狩りの際、エミリーの助けにより難を逃れる。現代になり母パールの封印を解くためにミスティック・フォールズに戻って来た。母を助けるためジェレミーに近づき、親しくなり恋に落ちる。一度は死んだものの、幽霊としてジェレミーの前に現れる。
パール（Pearl）
演：ケリー・ヒュー / 日本語吹替え：浅野まゆみ
アンナの母。19世紀にキャサリンの友人だったヴァンパイア。年齢は500歳以上。他のヴァンパイアたちとともに霊廟に封印されていたが、アンナの助けにより脱出。一緒に脱出したヴァンパイアたちのリーダーになったが、ジョン・ギルバートに殺された。その後、幽霊として登場。
ローズ（Rose）
演：ローレン・コーハン / 日本語吹替え：
ヴァンパイア。一度はエレナをイライジャに引き渡すために誘拐。やがてエレナたちの仲間になり、特にデイモンと親しくなった。人狼に噛まれて瀕死の際、デイモンが最後の情けとして、マインドコントロール能力でのどかな夢を見させながら、木の杭で心臓にとどめをさしてあげた。
レクシー・ブランソン（Lexi Branson）
演：アリエル・ケベル / 日本語吹替え：田村聖子
350歳のヴァンパイアで、ステファンの旧友。エレナとステファンを仲直りさせるなど、面倒見の良さを見せるが、やがてデイモンに殺された。その後、幽霊として登場。
メイソン・ロックウッド（Mason Lockwood）
演：テイラー・キニー / 日本語吹替え：鈴木正和
リチャードの弟で、タイラーの叔父。リチャードの葬儀に参列するため、数年ぶりにミスティック・フォールズに戻って来る。実は先祖代々の人狼で、タイラーにその秘密を伝える。
ビル・フォーブス（Bill Forbes）
演：ジャック・コールマン / 日本語吹替え：
キャロラインの父。数年前、自分が同性愛者であることを家族に明かし、ミスティック・フォールズを去っていたが、しばらくぶりに現れた。極度なヴァイパイア嫌いで、ヴァンパイア化した娘にも辛くあたるが、やがて、理解を示すようになる。キャロラインの恋人となったタイラーが人狼として自己制御できるよう（キャロラインを噛んで殺してしまわないように）、特訓を手伝うが、狼に変身したタイラーに噛まれ、瀕死の重傷を負う。ヴァンパイアの血によって一命を取り留めるが、その血が体内に残っているうちに殺されてしまい、ヴァンパイア化が始まる。しかし、ヴァンパイア化の最後のステップである「人間の血を吸う」ことを拒み、死を選ぶ（#ヴァンパイア化の過程を参照）。
アビー・ベネット（Abby Bennett）
演：ペルシャ・ホワイト / 日本語吹替え：
ボニーの母で、魔女。死んだと思われていたが...。
ルディー・ホプキンス（Rudy Hopkins）(シーズン4より)
演：　 / 日本語吹替え：
ボニーの父親。キャロル・ロックウッドの死後、ミスティック・フォールズの暫定市長に就任する。
メレディス・フェル（Meredith Fell）
演：トーレイ・デヴィート / 日本語吹替え：
ミスティック・フォールズ病院の女性医師。入植者一族で委員会メンバー。アラリックの超回復力に興味を持ち、その後、彼と親しくなる。

### オリジナル・ヴァンパイア
ここでは、オリジナル・ヴァンパイアの一家について解説する。
マイケル（Mikael）
演：セバスチャン・ロシェ / 日本語吹替え：
オリジナル・ヴァンパイアの1人でありながら、ヴァンパイア・ハンターとして自分の子供たちを1000年にわたって追い続けていた。ヴァンパイアの血を糧とする。エレナが幼かった頃、クラウスの野望を阻止する目的で、ドッペルゲンガーである彼女を殺そうとミスティック・フォールズに現れたが、魔女のアビー・ベネット（ボニーの母）によって棺に封印された。その後、クラウスの殺し方を探っていたキャサリンの助けによって仮死状態から覚める。ヴァンパイアと人狼の敵対関係は妻の不倫を知ったマイケルが不倫相手の人狼（クラウスの本当の父親）及びその家族を殺したことに起因する。なお、妻および子供たち（下記）は、マイケルにちなみ、姓をマイケルソンと名乗っている。
エスター（Esther）
演：アリス・エヴァンス / 日本語吹替え：日野由利加
強力な魔女（彼女自身はヴァンパイアではない）。厳密には彼女以前にも魔女（ウィッチ）は存在したが、「オリジナル・ウィッチ」と呼ばれることが多い。約1000年前、自分の夫と子供たちを人狼から護るため、魔法の儀式によって不死身（オリジナル・ヴァンパイア）にした。子供たちのうち、クラウスのみは人狼との浮気によってできた子供だったが、その人狼としての能力を抑制するためにムーンストーンの呪いをかけた。クラウスによって殺されたが、現代になって1000年ぶりに蘇生した。
イライジャ（Elijah）
演：ダニエル・ギリーズ / 日本語吹替え：楠大典
マイケルとエスターの次男。7人兄弟の3番目。オリジナル・ヴァンパイアの1人。ヴァンパイア化後はクラウス、レベッカと数百年にわたり行動を共にしていた。エレナの存在を知り、クラウスをおびき寄せ殺すためにミスティック・フォールズにやって来る。
フィン（Finn）
演：キャスパー・ゼファー / 日本語吹替え：
マイケルとエスターの息子。7人兄弟の2番目。オリジナル・ヴァンパイアの1人。約900年間、仮死状態だった。ヴァンパイアになったことに恥辱を感じており、自らの死を望んでいる。エスターが復活してからは彼女と常に行動を共にする。
ニクラウス（Niklaus "Klaus"）
演：ジョセフ・モーガン / 日本語吹替え：土田大
エスターが人狼との間に生んだ息子。7人兄弟の4番目。通称は”クラウス”（ Klaus ）。魔法でヴァンパイア化し、その後人を殺した時に人狼の血が目覚め、ハイブリッドになったが、魔女である母親にムーンストーンの呪いをかけられ、人狼としての力が抑制されていた。エスターを殺したことは、他の兄弟たちには最近まで秘密にしていた。
コール（Kol）
演：ナサニエル・ブゾリック / 日本語吹替え：
マイケルとエスターの息子。7人兄弟の5番目。オリジナル・ヴァンパイアの1人。100年以上、仮死状態のまま棺の中に収められていた。
レベッカ（Rebekah）
演：クレア・ホルト / 日本語吹替え：小島幸子
マイケルとエスターの娘。7人兄弟の6番目。オリジナル・ヴァンパイアの1人。ヘンリックが死んだため、兄弟の中では最年少。ミスティック・フォールズに来てからエレナ達と同じ高校に通うようになった。クラウスから母親は父親（マイケル）に殺されたと聞かされていた。
ヘンリック（Henrik）
演：Devon Allowitz / 日本語吹替え：
マイケルとエスターの息子。7人兄弟の7番目。人狼に殺された。ヴァンパイア化はしていない。
名前不明（フレイヤ　オリジナルズで登場（長女）
演：
マイケルとエスターの長女。7人兄弟の1番目。子供の時、疫病で死亡。ヴァンパイア化はしていない。
実はエスターの姉ダリアに連れていかれた。

## エピソード一覧

### シーズン一覧
| シーズン | シーズン | エピソード | 米国での放送日                | 米国での放送日                |
| シーズン | シーズン | エピソード | 初回                          | 最終回                        |
| -------- | -------- | ---------- | ----------------------------- | ----------------------------- |
|          | 1        | 22         | 2009年9月10日                 | 2010年5月13日                 |
|          | 2        | 22         | 2010年9月9日                  | 2011年5月12日                 |
|          | 3        | 22         | 2011年9月15日                 | 2012年5月10日                 |
|          | 4        | 23         | 2012年10月11日                | 2013年5月16日                 |
|          | 5        | 22         | 2013年10月3日                 | 2014年5月15日                 |
|          | 6        | 22         | 2014年10月2日                 | 2015年5月14日                 |
|          | 7        | 22         | 2015年10月8日                 | 2016年5月13日                 |
|          | 8        | 16         | 2016年10月21日                | 2017年3月10日                 |
| トータル | トータル | 171        | 2009年9月10日 – 2017年3月10日 | 2009年9月10日 – 2017年3月10日 |

### シーズン1 （2009年 - 2010年）
| 通算 | 話数 | タイトル                       | 原題                        | 監督                       | 米国放送日     | 視聴者数 (万人) |
| ---- | ---- | ------------------------------ | --------------------------- | -------------------------- | -------------- | --------------- |
| 1    | 1    | 運命の出会い                   | Pilot                       | Marcos Siega               | 2009年9月10日  | 491             |
| 2    | 2    | すい星の夜                     | The Night of the Comet      | Marcos Siega               | 2009年9月17日  | 378             |
| 3    | 3    | 死を背負う男                   | Friday Night Bites          | ジョン・ダール             | 2009年9月24日  | 381             |
| 4    | 4    | 家族の絆                       | Family Ties                 | ガイ・ファーランド         | 2009年10月1日  | 353             |
| 5    | 5    | 変わらない男                   | You're Undead to Me         | Kevin Bray                 | 2009年10月8日  | 352             |
| 6    | 6    | せつない告白                   | Lost Girls                  | Marcos Siega               | 2009年10月15日 | 388             |
| 7    | 7    | ヴァンパイアの教育             | Haunted                     | アーネスト・ディッカーソン | 2009年10月29日 | 418             |
| 8    | 8    | 162歳のバースデー              | 162 Candles                 | Rick Bota                  | 2009年11月5日  | 409             |
| 9    | 9    | 歴史は繰り返す                 | History Repeating           | Marcos Siega               | 2009年11月12日 | 410             |
| 10   | 10   | 戻れない思い                   | The Turning Point           | J. Miller Tobin            | 2009年11月19日 | 357             |
| 11   | 11   | 血族                           | Bloodlines                  | David Barrett              | 2010年1月21日  | 368             |
| 12   | 12   | 謎のヴァンパイアたち           | Unpleasantville             | Liz Friedlander            | 2010年1月28日  | 371             |
| 13   | 13   | 呪われた子孫たち               | Children of the Damned      | Marcos Siega               | 2010年2月4日   | 399             |
| 14   | 14   | 解かれた封印                   | Fool Me Once                | Matt Hastings              | 2010年2月11日  | 351             |
| 15   | 15   | 母の真実                       | A Few Good Men              | Joshua Butler              | 2010年3月25日  | 333             |
| 16   | 16   | ヴァンパイアの棲む家           | There Goes the Neighborhood | Kevin Bray                 | 2010年4月1日   | 280             |
| 17   | 17   | 嵐の日                         | Let the Right One In        | Dennis Smith               | 2010年4月8日   | 348             |
| 18   | 18   | 血の誘惑                       | Under Control               | David Von Ancken           | 2010年4月15日  | 315             |
| 19   | 19   | ミス・ミスティック・フォールズ | Miss Mystic Falls           | Marcos Siega               | 2010年4月22日  | 333             |
| 20   | 20   | 兄弟の過去                     | Blood Brothers              | Liz Friedlander            | 2010年4月29日  | 339             |
| 21   | 21   | イザベル                       | Isobel                      | J. Miller Tobin            | 2010年5月6日   | 331             |
| 22   | 22   | 復讐のとき                     | Founder's Day               | Marcos Siega               | 2010年5月13日  | 347             |

### シーズン2 （2010年 - 2011年）
| 通算 | 話数 | タイトル           | 原題                     | 監督                   | 米国放送日     | 視聴者数 (万人) |
| ---- | ---- | ------------------ | ------------------------ | ---------------------- | -------------- | --------------- |
| 23   | 1    | ゲームの開始       | The Return               | J. Miller Tobin        | 2010年9月9日   | 328             |
| 24   | 2    | 新たな目覚め       | Brave New World          | ジョン・ダール         | 2010年9月16日  | 305             |
| 25   | 3    | 満月の夜           | Bad Moon Rising          | Patrick Norris         | 2010年9月23日  | 357             |
| 26   | 4    | 過去の記憶         | Memory Lane              | Rob Hardy              | 2010年9月30日  | 318             |
| 27   | 5    | 殺るか殺られるか   | Kill or Be Killed        | Jeff Woolnough         | 2010年10月7日  | 347             |
| 28   | 6    | 駆け引き           | Plan B                   | John Behring           | 2010年10月21日 | 362             |
| 29   | 7    | 仮面舞踏会         | Masquerade               | Charles Beeson         | 2010年10月28日 | 355             |
| 30   | 8    | オリジナルズ       | Rose                     | Liz Friedlander        | 2010年11月4日  | 363             |
| 31   | 9    | キャサリンの過去   | Katerina                 | J. Miller Tobin        | 2010年11月11日 | 350             |
| 32   | 10   | いけにえ           | The Sacrifice            | ラルフ・ヘメッカー     | 2010年12月2日  | 346             |
| 33   | 11   | 月明かりの下で     | By the Light of the Moon | Elizabeth Allen        | 2010年12月9日  | 316             |
| 34   | 12   | 暴走               | The Descent              | Marcos Siega           | 2011年1月27日  | 355             |
| 35   | 13   | 帰ってきた父       | Daddy Issues             | Joshua Butler          | 2011年2月3日   | 322             |
| 36   | 14   | 悲しき狼           | Crying Wolf              | David Von Ancken       | 2011年2月10日  | 278             |
| 37   | 15   | ディナー・パーティ | The Dinner Party         | Marcos Siega           | 2011年2月17日  | 307             |
| 38   | 16   | 招かれざる客       | The House Guest          | マイケル・ケイトルマン | 2011年2月24日  | 298             |
| 39   | 17   | 汝の敵を知れ       | Know Thy Enemy           | Wendey Stanzler        | 2011年4月7日   | 273             |
| 40   | 18   | ラストダンスは私と | The Last Dance           | John Behring           | 2011年4月14日  | 281             |
| 41   | 19   | クラウスの秘密     | Klaus                    | Joshua Butler          | 2011年4月21日  | 270             |
| 42   | 20   | 罪滅ぼしと誤算     | The Last Day             | J. Miller Tobin        | 2011年4月28日  | 268             |
| 43   | 21   | いけにえの儀式     | The Sun Also Rises       | Paul M. Sommers        | 2011年5月5日   | 284             |
| 44   | 22   | 死の床に横たわりて | As I Lay Dying           | John Behring           | 2011年5月12日  | 286             |

### シーズン3 （2011年 - 2012年）
| 通算 | 話数 | タイトル                   | 原題                    | 監督               | 米国放送日     | 視聴者数 (万人) |
| ---- | ---- | -------------------------- | ----------------------- | ------------------ | -------------- | --------------- |
| 45   | 1    | 哀しき誕生日               | The Birthday            | John Behring       | 2011年9月15日  | 310             |
| 46   | 2    | クラウスの野望             | The Hybrid              | Joshua Butler      | 2011年9月22日  | 252             |
| 47   | 3    | ことの終わり               | The End of the Affair   | Chris Grismer      | 2011年9月29日  | 274             |
| 48   | 4    | 不穏な素行                 | Disturbing Behavior     | Wendey Stanzler    | 2011年10月6日  | 263             |
| 49   | 5    | 死者からのメッセージ       | The Reckoning           | John Behring       | 2011年10月13日 | 289             |
| 50   | 6    | 決意                       | Smells Like Teen Spirit | Rob Hardy          | 2011年10月20日 | 303             |
| 51   | 7    | ゴーストの世界             | Ghost World             | David Jackson      | 2011年10月27日 | 328             |
| 52   | 8    | ヴァンパイアの起源         | Ordinary People         | J. Miller Tobin    | 2011年11月3日  | 351             |
| 53   | 9    | クラウスの帰還             | Homecoming              | Joshua Butler      | 2011年11月10日 | 317             |
| 54   | 10   | 新たな契約                 | The New Deal            | John Behring       | 2012年1月5日   | 332             |
| 55   | 11   | 過去との決別               | Our Town                | Wendey Stanzler    | 2012年1月12日  | 286             |
| 56   | 12   | 告白                       | The Ties That Bind      | ジョン・ダール     | 2012年1月19日  | 271             |
| 57   | 13   | 家族の再会                 | Bringing Out the Dead   | Jeffrey Hunt       | 2012年2月2日   | 274             |
| 58   | 14   | 危険な関係                 | Dangerous Liaisons      | Chris Grismer      | 2012年2月9日   | 308             |
| 59   | 15   | 満月の儀式                 | All My Children         | Pascal Verschooris | 2012年2月16日  | 290             |
| 60   | 16   | 1912年                     | 1912                    | John Behring       | 2012年3月15日  | 264             |
| 61   | 17   | もう一人の自分             | Break on Through        | Lance Anderson     | 2012年3月22日  | 269             |
| 62   | 18   | ヴァンパイアの血筋         | The Murder of One       | J. Miller Tobin    | 2012年3月29日  | 244             |
| 63   | 19   | 心の闇                     | Heart of Darkness       | Chris Grismer      | 2012年4月19日  | 221             |
| 64   | 20   | 究極の武器、究極のハンター | Do Not Go Gentle        | Joshua Butler      | 2012年4月26日  | 222             |
| 65   | 21   | 日暮れ前に                 | Before Sunset           | Chris Grismer      | 2012年5月3日   | 254             |
| 66   | 22   | 死にゆく者                 | The Departed            | John Behring       | 2012年5月10日  | 253             |

### シーズン4 （2012年 - 2013年）
| 通算 | 話数 | タイトル             | 原題                             | 監督               | 米国放送日     | 視聴者数 (万人) |
| ---- | ---- | -------------------- | -------------------------------- | ------------------ | -------------- | --------------- |
| 67   | 1    | 増幅する痛み         | Growing Pains                    | Chris Grismer      | 2012年10月11日 | 318             |
| 68   | 2    | 追悼                 | Memorial                         | Rob Hardy          | 2012年10月18日 | 291             |
| 69   | 3    | 殺意の芽生え         | The Rager                        | Lance Anderson     | 2012年10月25日 | 287             |
| 70   | 4    | ザ・ファイブ         | The Five                         | Joshua Butler      | 2012年11月1日  | 327             |
| 71   | 5    | ハンターの逆襲       | The Killer                       | Chris Grismer      | 2012年11月8日  | 302             |
| 72   | 6    | 幻覚と覚醒           | We All Go a Little Mad Sometimes | Wendey Stanzler    | 2012年11月15日 | 284             |
| 73   | 7    | 抑えきれない想い     | My Brother's Keeper              | Jeffrey Hunt       | 2012年11月29日 | 286             |
| 74   | 8    | サイヤの断ち方       | We'll Always Have Bourbon Street | Jesse Warn         | 2012年12月6日  | 242             |
| 75   | 9    | 革命の夜             | O Come, All Ye Faithful          | Pascal Verschooris | 2012年12月13日 | 281             |
| 76   | 10   | 追及                 | After School Special             | David Von Ancken   | 2013年1月17日  | 295             |
| 77   | 11   | キュアを巡る争い     | Catch Me If You Can              | ジョン・ダール     | 2013年1月24日  | 271             |
| 78   | 12   | 殺害計画             | A View to a Kill                 | Brad Turner        | 2013年1月31日  | 256             |
| 79   | 13   | 孤島のキャンプ       | Into the Wild                    | Michael Allowitz   | 2013年2月7日   | 250             |
| 80   | 14   | 埋められていた真実   | Down the Rabbit Hole             | Chris Grismer      | 2013年2月14日  | 231             |
| 81   | 15   | 燃える我が家         | Stand By Me                      | Lance Anderson     | 2013年2月21日  | 291             |
| 82   | 16   | 消えた感情           | Bring It On                      | Jesse Warn         | 2013年3月14日  | 241             |
| 83   | 17   | 3つ目の殺りく        | Because the Night                | Garreth Stover     | 2013年3月21日  | 265             |
| 84   | 18   | アメリカン・ゴシック | American Gothic                  | Kellie Cyrus       | 2013年3月28日  | 246             |
| 85   | 19   | 思い出の写真         | Pictures of You                  | J. Miller Tobin    | 2013年4月18日  | 214             |
| 86   | 20   | オリジナルズ         | The Originals                    | Chris Grismer      | 2013年4月25日  | 224             |
| 87   | 21   | 飢えと孤独           | She's Come Undone                | Darnell Martin     | 2013年5月2日   | 217             |
| 88   | 22   | 甦った死者たち       | The Walking Dead                 | Rob Hardy          | 2013年5月9日   | 228             |
| 89   | 23   | それぞれの旅立ち     | Graduation                       | Chris Grismer      | 2013年5月16日  | 224             |

### シーズン5 （2013年 - 2014年）
| 通算 | 話数 | タイトル               | 原題                            | 監督               | 米国放送日     | 視聴者数 (万人) |
| ---- | ---- | ---------------------- | ------------------------------- | ------------------ | -------------- | --------------- |
| 90   | 1    | 謎のルームメート       | I Know What You Did Last Summer | Lance Anderson     | 2013年10月3日  | 259             |
| 91   | 2    | 新たなる敵             | True Lies                       | Joshua Butler      | 2013年10月10日 | 214             |
| 92   | 3    | ドッペルゲンガーの起源 | Original Sin                    | Jesse Warn         | 2013年10月17日 | 293             |
| 93   | 4    | 誰がために鐘は鳴る     | For Whom the Bell Tolls         | Michael Allowitz   | 2013年10月24日 | 263             |
| 94   | 5    | 舞踏会の夜             | Monster's Ball                  | Kellie Cyrus       | 2013年10月31日 | 207             |
| 95   | 6    | 恋人たちの再会         | Handle with Care                | Jeffrey Hunt       | 2013年11月7日  | 259             |
| 96   | 7    | 哀しき恋の結末         | Death and the Maiden            | Leslie Libman      | 2013年11月14日 | 272             |
| 97   | 8    | 新種のヴァンパイア     | Dead Man on Campus              | Rob Hardy          | 2013年11月21日 | 267             |
| 98   | 9    | 地下牢の記憶           | The Cell                        | Chris Grismer      | 2013年12月5日  | 236             |
| 99   | 10   | 過去の亡霊             | Fifty Shades of Grayson         | Kellie Cyrus       | 2013年12月12日 | 244             |
| 100  | 11   | 500年の孤独            | 500 Years of Solitude           | Chris Grismer      | 2014年1月23日  | 272             |
| 101  | 12   | 私の中の悪魔           | The Devil Inside                | Kellie Cyrus       | 2014年1月30日  | 242             |
| 102  | 13   | シングルたちの夜       | Total Eclipse of the Heart      | Darren Genet       | 2014年2月6日   | 216             |
| 103  | 14   | 出口のない家           | No Exit                         | Michael Allowitz   | 2014年2月27日  | 203             |
| 104  | 15   | エレナ奪還作戦         | Gone Girl                       | Lance Anderson     | 2014年3月6日   | 219             |
| 105  | 16   | あなたが寝てる間に     | While You Were Sleeping         | Pascal Verschooris | 2014年3月20日  | 228             |
| 106  | 17   | 迫りくるトラベラーズ   | Rescue Me                       | Leslie Libman      | 2014年3月27日  | 173             |
| 107  | 18   | 悪魔の棲む家           | Resident Evil                   | ポール・ウェズレイ | 2014年4月17日  | 166             |
| 108  | 19   | 復讐に燃える男         | Man on Fire                     | Michael Allowitz   | 2014年4月24日  | 181             |
| 109  | 20   | 忍び寄る魔の手         | What Lies Beneath               | Joshua Butler      | 2014年5月1日   | 184             |
| 110  | 21   | 約束の地               | Promised Land                   | Michael Allowitz   | 2014年5月8日   | 150             |
| 111  | 22   | 再会                   | Home                            | Chris Grismer      | 2014年5月15日  | 161             |

### シーズン6 （2014年 - 2015年）
| 通算 | 話数 | タイトル             | 原題                                     | 監督                   | 米国放送日     | 視聴者数 (万人) |
| ---- | ---- | -------------------- | ---------------------------------------- | ---------------------- | -------------- | --------------- |
| 112  | 1    | ずっと忘れない       | I'll Remember                            | Jeffrey Hunt           | 2014年10月2日  | 181             |
| 113  | 2    | エレナの決断         | Yellow Ledbetter                         | Pascal Verschooris     | 2014年10月9日  | 167             |
| 114  | 3    | パラダイスへようこそ | Welcome to Paradise                      | Michael Allowitz       | 2014年10月16日 | 183             |
| 115  | 4    | デイモンの罪         | Black Hole Sun                           | Kellie Cyrus           | 2014年10月23日 | 166             |
| 116  | 5    | 迷える者たち         | The World Has Turned and Left Me Here    | Leslie Libman          | 2014年10月30日 | 158             |
| 117  | 6    | 届かぬ想い           | The More You Ignore Me, the Closer I Get | Garreth Stover         | 2014年11月6日  | 159             |
| 118  | 7    | たどれない思い出     | Do You Remember the First Time?          | Darren Genet           | 2014年11月13日 | 154             |
| 119  | 8    | 双子の使命           | Fade Into You                            | Joshua Butler          | 2014年11月20日 | 168             |
| 120  | 9    | 救出作戦             | I Alone                                  | Kellie Cyrus           | 2014年12月4日  | 149             |
| 121  | 10   | クリスマスの奇跡     | Christmas Through Your Eyes              | Michael Allowitz       | 2014年12月11日 | 182             |
| 122  | 11   | 救いの血             | Woke Up with a Monster                   | ポール・ウェズレイ     | 2015年1月22日  | 163             |
| 123  | 12   | 死にゆく者への祈り   | Prayer for the Dying                     | Jeffrey Hunt           | 2015年1月29日  | 147             |
| 124  | 13   | 孤独な誕生日         | The Day I Tried to Live                  | Pascal Verschooris     | 2015年2月5日   | 161             |
| 125  | 14   | 逝かないで           | Stay                                     | Chris Grismer          | 2015年2月12日  | 152             |
| 126  | 15   | 永遠の別れ           | Let Her Go                               | Julie Plec             | 2015年2月19日  | 141             |
| 127  | 16   | 堕ちるままに         | The Downward Spiral                      | イアン・サマーホルダー | 2015年3月12日  | 130             |
| 128  | 17   | かごの中の鳥         | A Bird in a Gilded Cage                  | Joshua Butler          | 2015年3月19日  | 159             |
| 129  | 18   | 6人の異端者          | I Never Could Love Like That             | Leslie Libman          | 2015年4月16日  | 135             |
| 130  | 19   | 母からの手紙         | Because                                  | Geoff Shotz            | 2015年4月23日  | 137             |
| 131  | 20   | 愛する君のために     | I'd Leave My Happy Home for You          | Jesse Warn             | 2015年4月30日  | 121             |
| 132  | 21   | 魔法のような夜に     | I'll Wed You in the Golden Summertime    | Michael Allowitz       | 2015年5月7日   | 132             |
| 133  | 22   | 愛しき人たちへ       | I'm Thinking of You All the While        | Chris Grismer          | 2015年5月14日  | 144             |

### シーズン7 （2015年 - 2016年）
| 通算 | 話数 | タイトル           | 原題                                         | 監督                   | 米国放送日     | 視聴者数 (万人) |
| ---- | ---- | ------------------ | -------------------------------------------- | ---------------------- | -------------- | --------------- |
| 134  | 1    | 苦渋の選択         | Day One of Twenty-Two Thousand, Give or Take | Pascal Verschooris     | 2015年10月8日  | 138             |
| 135  | 2    | 私を離さないで     | Never Let Me Go                              | Chris Grismer          | 2015年10月15日 | 140             |
| 136  | 3    | 言えない真実       | Age of Innocence                             | Michael Allowitz       | 2015年10月22日 | 120             |
| 137  | 4    | 遠く離れても…      | I Carry Your Heart with Me                   | Jeffrey Hunt           | 2015年10月29日 | 124             |
| 138  | 5    | 石の正体           | Live Through This                            | Kellie Cyrus           | 2015年11月5日  | 134             |
| 139  | 6    | 究極の復讐         | Best Served Cold                             | Darren Genet           | 2015年11月12日 | 132             |
| 140  | 7    | 最愛なる母         | Mommie Dearest                               | Tony Solomons          | 2015年11月19日 | 110             |
| 141  | 8    | 母の作戦           | Hold Me, Thrill Me, Kiss Me                  | Leslie Libman          | 2015年12月3日  | 131             |
| 142  | 9    | 地獄への入り口     | Cold as Ice                                  | Geoffrey Wing Shotz    | 2015年12月10日 | 118             |
| 143  | 10   | 繰り返す悪夢       | Hell Is Other People                         | Deborah Chow           | 2016年1月29日  | 123             |
| 144  | 11   | 地獄の後の地獄     | Things We Lost in the Fire                   | ポール・ウェズレイ     | 2016年2月5日   | 109             |
| 145  | 12   | ハントレスとの遭遇 | Postcards from the Edge                      | Pascal Verschooris     | 2016年2月12日  | 105             |
| 146  | 13   | 女の仕事           | This Woman's Work                            | Garreth Stover         | 2016年2月19日  | 101             |
| 147  | 14   | バイユーの月明かり | Moonlight on the Bayou                       | Jeffrey Hunt           | 2016年2月26日  | 112             |
| 148  | 15   | お前のために       | I Would for You                              | Mike Karasick          | 2016年3月4日   | 106             |
| 149  | 16   | 恋人たちの覚悟     | Days of Future Past                          | イアン・サマーホルダー | 2016年4月1日   | 107             |
| 150  | 17   | 魂と体と           | I Went to the Woods                          | Julie Plec             | 2016年4月8日   | 103             |
| 151  | 18   | 裏切りの代償       | One Way or Another                           | Rashaad Ernesto Green  | 2016年4月15日  | 102             |
| 152  | 19   | ヒットリスト       | Somebody That I Used to Know                 | Chris Grismer          | 2016年4月22日  | 102             |
| 153  | 20   | 哀しき真相         | Kill 'Em All                                 | Kellie Cyrus           | 2016年4月29日  | 105             |
| 154  | 21   | 夢へのレクイエム   | Requiem for a Dream                          | ポール・ウェズレイ     | 2016年5月6日   | 90              |
| 155  | 22   | 新たなモンスター   | Gods and Monsters                            | Michael Allowitz       | 2016年5月13日  | 104             |

### シーズン8 （2016年 - 2017年）
| 通算 | 話数 | タイトル               | 原題                                           | 監督                   | 米国放送日     | 視聴者数 (万人) |
| ---- | ---- | ---------------------- | ---------------------------------------------- | ---------------------- | -------------- | --------------- |
| 156  | 1    | 悪人狩り               | Hello Brother                                  | Michael A. Allowitz    | 2016年10月21日 | 98              |
| 157  | 2    | 心のよりどころ         | Today Will Be Different                        | Pascal Verschooris     | 2016年10月28日 | 90              |
| 158  | 3    | 断ち切るべきもの       | You Decided That I Was Worth Saving            | Michael Karasick       | 2016年11月4日  | 94              |
| 159  | 4    | 永遠の責め苦           | An Eternity of Misery                          | Rob Hardy              | 2016年11月11日 | 100             |
| 160  | 5    | 間違った帰還           | Coming Home Was a Mistake                      | James Thompson         | 2016年11月18日 | 92              |
| 161  | 6    | 地獄の迂回路           | Detoured on Some Random Backwoods Path to Hell | ポール・ウェズレイ     | 2016年12月2日  | 105             |
| 162  | 7    | クリスマスのプレゼント | The Next Time I Hurt Somebody, It Could Be You | Tanya Hamilton         | 2016年12月9日  | 98              |
| 163  | 8    | 課外授業               | We Have History Together                       | イアン・サマーホルダー | 2017年1月13日  | 95              |
| 164  | 9    | 始まりの場所           | The Simple Intimacy of the Near Touch          | Geoff Shotz            | 2017年1月20日  | 86              |
| 165  | 10   | 心の地獄               | Nostalgia's a Bitch                            | Kellie Cyrus           | 2017年1月27日  | 94              |
| 166  | 11   | 善人の道               | You Made a Choice to Be Good                   | Carol Banker           | 2017年2月3日   | 92              |
| 167  | 12   | 日記の秘密             | What Are You?                                  | Darren Genet           | 2017年2月10日  | 111             |
| 168  | 13   | 償うことの意味         | The Lies Will Catch Up with You                | Tony Solomons          | 2017年2月17日  | 99              |
| 169  | 14   | 悪魔の取引             | It's Been a Hell of a Ride                     | Pascal Verschooris     | 2017年2月24日  | 104             |
| 170  | 15   | 6月の結婚式            | We're Planning a June Wedding                  | Chris Grismer          | 2017年3月3日   | 114             |
| 171  | 16   | 運命の人               | I Was Feeling Epic                             | Julie Plec             | 2017年3月10日  | 115             |

## 評価

### 受賞歴
ピープルズ・チョイス・アワード
- 2010年[9]
  - 最もお気に入りのドラマ新番組

ティーン・チョイス・アワード
- 2010年[9]
  - 最優秀ファンタジー・SF番組
  - 今年最もブレイクした番組
  - 最優秀ファンタジー・SF番組 主演男優 - イアン・サマーハルダー
  - 最優秀ファンタジー・SF番組 主演女優 - ニーナ・ドブレフ
  - 今年最もブレイクした男優 - ポール・ウェズレイ
  - 今年最もブレイクした女優 - ニーナ・ドブレフ
  - 最優秀悪役 - イアン・サマーハルダー
- 2011年[9][187]
  - 最優秀ファンタジー・SF番組
  - 最優秀ファンタジー・SF番組 主演男優 - イアン・サマーハルダー
  - 最優秀ファンタジー・SF番組 主演女優 - ニーナ・ドブレフ
  - テレビ名脇役 男性[注釈 1] - マイケル・トレヴィーノ
  - テレビ名脇役 女性[注釈 1] - カテリーナ・グレアム
- 2012年[188][189][190][191]
  - 最優秀ファンタジー・SF番組
  - ファンタジー・SF番組 主演男優 - イアン・サマーハルダー
  - ファンタジー・SF番組 主演女優 - ニーナ・ドブレフ
  - テレビ名脇役 男性[注釈 1] - マイケル・トレヴィーノ
  - テレビ名脇役 女性[注釈 1] - キャンディス・アッコラ
  - （備考）最もホットな男性[注釈 2] - イアン・サマーハルダー

## ビデオソフト

### 北米盤
- 第1シーズンDVD/Blu-ray - 2010年8月31日発売
- 第2シーズンDVD/Blu-ray - 2011年8月30日発売
- 第3シーズンDVD/Blu-ray - 2012年9月11日発売[192]（8月28日予定から変更[193]）

### 日本盤
- 第1シーズンDVD/Blu-ray - 2011年8月17日発売
- 第2シーズンDVD/Blu-ray - 2011年10月12日発売
- 第3シーズンDVD/Blu-ray - 2012年10月10日発売
- 第4シーズンDVD/Blu-ray - 2013年9月11日発売